# Big Day Out

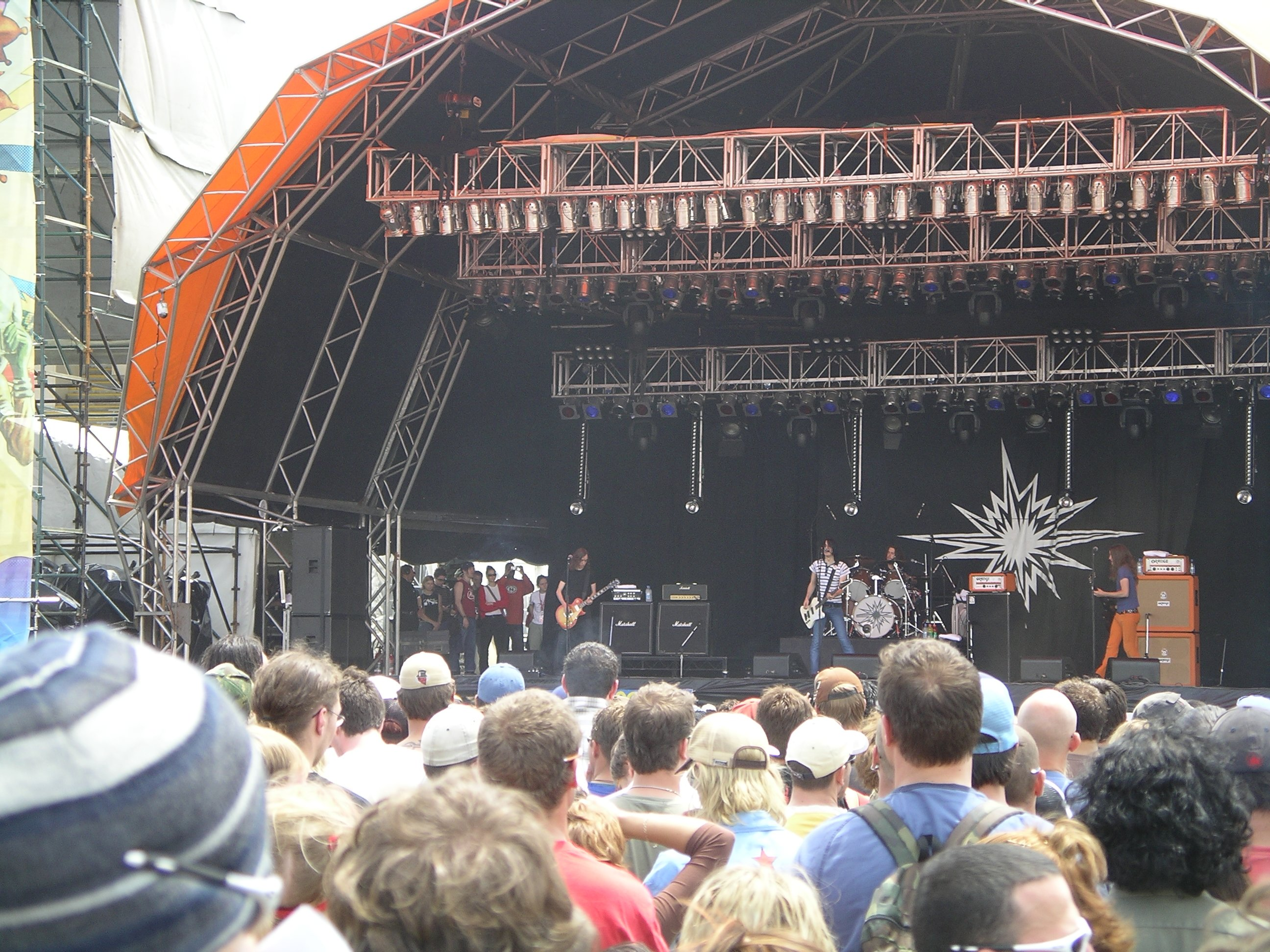
I Datsuns al Big Day Out.

Il Big Day Out (BDO) è stato un festival musicale che si svolgeva ogni anno tra l'Australia e la Nuova Zelanda. Come è accaduto nel 2006, il festival era famoso in quanto si svolgeva su ben otto palchi diversi, spaziando in questo modo tra musica rock, metal, grunge o punk rock, musica hip hop, musica pop, dance ed elettronica. Erano presenti anche esibizioni jazz.

## Storia
Il festival ha avuto inizio come unico show nel 1992 a Sydney, ma ben presto nel 1993 venne esteso a Melbourne, Perth, e Adelaide. Nel 1994, vennero aggiunti spettacoli a Auckland (Nuova Zelanda), e nel Queensland, (Australia). Sebbene nel 1997 venne annunciato che quella sarebbe stata l'ultima edizione dell'evento musical, il festival ha ripreso attività dal 1999, saltando quindi esclusivamente il 1998 durante il quale, comunque, i principali promotori Vivian Lees e Ken West organizzarono un festival prevalentemente elettronico e dance.
Il festival vedeva una massiccia presenza di band e musicisti australiani e neozelandesi in gran maggioranza sconosciuti al pubblico europeo (con eccezioni di rilievo come i Jet. Tuttavia si poteva rilevare ogni anno la presenza di almeno cinque-sei band di fama mondiale. Anche per questo, Il BDO era considerato uno dei festival più apprezzati del mondo.
L'ultima edizione del festival si é tenuta nel 2014. Da allora ogni tentativo di farlo rinascere é fallito.

## Curiosità
- Il gruppo grunge americano Pearl Jam, invitato alla manifestazione dell'anno 2001 (con un anno di anticipo visto che si trattava di una delle prime date da quando avevano ricominciato a suonare dal vivo avendo smesso all'inizio degli anni novanta), diede forfait a causa degli spaventosi incidenti verificatisi il 30 giugno 2000 al festival di Roskilde, in Danimarca, avvenuti durante la loro esibizione, che causarono la morte di 9 persone.
- Proprio durante il concerto del 2001 a Sydney si verificò la morte di una ragazza a causa della pressione della folla durante un concerto dei Limp Bizkit; le autorità australiane criticarono duramente, tra l'altro, il cantante della band statunitense Fred Durst per aver allarmato eccessivamente la folla durante i primi tentativi di soccorso alla ragazza, determinando una situazione di panico che ha impedito un'assistenza migliore. Da quell'anno sono state inaugurate nuove transenne per ridurre il rischio di ferimenti a causa della pressione della folla
- Nel 2004 l'evento con sede a Sydney, il più famoso del BDO ed il più gremito, venne ripetuto in due date con le stesse identiche esibizioni per permettere a più di gente di assistervi.

## L'evento
Come quasi tutti i più moderni festival musicali, il Big Day Out si teneva regolarmente in stadi e/o strutture sportive progettate per eventi che vedano il coinvolgimento di molte persone. In tutte le manifestazioni vi erano comunque diversi palchi (ovviamente vicini tra loro) in cui in contemporanea si poteva assistere a diverse performance. Frequentemente si assisteva ad esibizioni di star internazionali che si tenevano sul palco più grande, e meno noti artisti anche locali negli stage più piccoli.
Caratteristica del BDO era la presenza di una sala circolare di tipo circense, detta boiler room in cui si esibivano artisti di musica elettronica, per esaltare lo spirito e l'intensità dell'evento similmente a quanto accade nei rave.
L'evento iniziava dalla mattina, alle nove- dieci circa, e proseguiva almeno fino all'una di notte.

## Partecipazioni

### 1992
- Tutte le sedi: Nirvana, Beasts of Bourbon, The Ruptured Spleans, Box The Jesuit, Celibate Rifles, Cosmic Psychos, The Clouds, Club Hoy, Died Pretty, Falling Joys, The Hard-Ons with Henry Rollins

Hellmen, Massappeal, The Meanies, Smudge, Sound Unlimited Posse, Ratcat, The Village Idiots, Violent Femmes, The Welcome Mat, Yothu Yindi, You Am I, Dave Graney;

### 1993
- Tutte le sedi: Beasts of Bourbon, Carter the Unstoppable Sex Machine, The Clouds, The Disposable Heroes of Hiphoprisy, The Hard-Ons, Iggy Pop, Mudhoney, Nick Cave and the Bad Seeds, Sonic Youth, You Am I;
- Melbourne e Sydney: Helmet e Not Drowning Waving;

### 1994
- Tutte le sedi: The Breeders, The Cruel Sea, The Smashing Pumpkins, Straitjacket Fits, Soundgarden, Tumbleweed, Def Fx;
- Australia: Björk, The Meanies, Ramones, Severed Heads, Teenage Fanclub, Tiddas.
- Melbourne e Sydney: Primus and Dave Graney;
- Melbourne, Sydney, Queensland, e Adelaide: DJ Pee Wee Ferris, DJ Sugar Ray, Itch-E & Scratch-E.
- Melbourne, Sydney e Perth: The Celibate Rifles;
- Melbourne, Sydney and Auckland: Urge Overkill;
- Melbourne e Queensland: Powderfinger and Robert Forster;
- Sydney, Queensland e Adelaide: TISM and Screamfeeder;
- Sydney e Queensland: Southend;
- Sydney e Adelaide: The Mark of Cain and Boxcar;
- Queensland e Auckland: You Am I and The Hard-Ons;

### 1995
- Tutte le sedi: Ministry, Primal Scream, The Cult, Luscious Jackson, Fundamental, The Clouds, You Am I, Silverchair, TISM, Allegiance, 3D's, Cosmic Psychos, Sisters Underground;
- Auckland, Melbourne e Sydney: Hole, Supergroove;
- Auckland, Melbourne, Adelaide, Perth e Sydney: The Offspring;
- Auckland e Sydney: Severed Heads;
- Melbourne e Sydney: Dave Graney, Spiderbait;
- Melbourne, Sydney e Queensland: Magic Dirt, Single Gun Theory, Omc;
- Melbourne, Adelaide e Queensland: Cosmic Psychos;
- Melbourne e Queensland: Front End Loader;
- Melbourne e Adelaide: Mantissa;
- Sydney, Queensland, Adelaide: Boxcar, Southend;
- Australia: Screaming Trees, Kim Salmon, The Fireballs, The Mark of Cain, Fur, DJ Pee Wee Ferris, Vision Four 5, DJ Sugar Ray, Snog;

### 1996
- Tutte le sedi: Porno for Pyros, Rage Against the Machine, Elastica, Rancid, The Jesus Lizard, Nick Cave and the Bad Seeds, TISM, Tumbleweed, Regurgitator, Spiderbait, Shihad;
- Auckland, Melbourne, Adelaide, Perth e Sydney: The Offspring;
- Melbourne e Sydney: Continuum;
- Melbourne, Sydney, Auckland e Queensland: Tricky, Billy Bragg;
- Melbourne, Sydney, Perth e Queensland: Custard;
- Melbourne, Sydney, Adelaide e Queensland: Pollyanna, DJ Sugar Ray;
- Melbourne, Sydney e Queensland: Reef, Powderfinger;
- Melbourne, Sydney e Adelaide: Even;
- Sydney e Queensland: Southend;
- Sydney e Adelaide: Amunda;
- Adelaide e Perth:Groove Terminator;
- Sydney, Queensland, Adelaide, Perth: Single Gun Theory;
- Sydney: Alchemist;
- Australia: The Prodigy, Radio Birdman, Dirty Three, Sidewinder, Magic Dirt, Ammonia, FSOM;

### 1997
- Tutte le sedi: Soundgarden, The Offspring, The Prodigy, Fear Factory, Supergrass, Shonen Knife, You Am I, Powderfinger, Beasts of Bourbon, Tiddas, Dave Graney and The Coral Snakes, Boo Boo Mace and Nutcase;
- Melbourne e Sydney: Jon Spencer Blues Explosion, Aphex Twin, The Fauves;
- Melbourne, Sydney, Perth e Adelaide: Frenzal Rhomb;
- Melbourne, Sydney, Adelaide e Queensland: Dlt;
- Melbourne, Sydney e Queensland: Patti Smith, Insurge, FSOM;
- Melbourne, Sydney e Adelaide: Even;
- Melbourne e Adelaide: The Mavis's;
- Sydney e Queensland: Screamfeeder, Severed Heads;
- Sydney e Adelaide: Rocket from the Crypt;
- Sydney, Queensland e Perth: The Clouds;
- Sydney, Queenslan, e Adelaide: Drop City;
- Sydney, Queensland, Perth e Adelaide: Bexta;
- Queensland, Adelaide e Perth: Pocket;
- Auckland: Lemonheads, Head Like a Hole;
- Australia: The Superjesus, Snout, Omc;

### 1998
In quest'anno, come già detto, il BDO non si tenne.

### 1999
- Tutte le sedi: Ash, Deejay Punk-Roc, Fatboy Slim, Hole, Korn, Luke Slater Freek Funk, Marilyn Manson, Roni Size, Sean Lennon, Soulfly, Regurgitator, Sonic Animation, Powderfinger, Jebediah, The Living End, The Superjesus, Groove Terminator;
- Melbourne e Sydney: Underworld, TISM, B(if)tek, Frontside;
- Melbourne, Sydney, Perth e Adelaide: Manic Street Preachers;
- Melbourne, Sydney, Auckland e Queensland: Fun Lovin' Criminals, Sparklehorse;
- Melbourne, Sydney, Adelaide e Queensland: Happyland;
- Melbourne, Sydney e Queensland: Antenna;
- Melbourne e Perth: The Mark of Cain;
- Sydney e Queensland: Resin Dogs, Coda, Soma Rasa;
- Sydney, Queensland e Auckland: Garageland;
- Sydney: Cryogenic;
- Adelaide: DJ Royal, DJ MPK, Brunatex;
- Australia: Bexta, Ransom, Warumpi Band, Fur, Even, Not From There, Bodyjar;

### 2000
- Tutte le sedi: Atari Teenage Riot, Basement Jaxx, Beth Orton, Blink-182, The Chemical Brothers, Foo Fighters, Goldie & MC Rage, The Hellacopters, Joe Strummer and the Mescaleros, Nine Inch Nails, Red Hot Chili Peppers, Grinspoon, Peewee Ferris, Shihad, Spiderbait, Yothu Yindi;
- Melbourne e Sydney: Ozomatli, Killing Heidi;
- Melbourne, Sydney, Adelaide e Queensland: Testeagles;
- Melbourne, Sydney, Auckland e Queensland: Hardknox, Pitch Black, Salmonella Dub;
- Melbourne, Sydney e Queensland: 28 Days, Something for Kate;
- Melbourne e Adelaide: Six Ft Hick;
- Melbourne, Perth, Adelaide e Queensland: Icecream Hands;
- Sydney e Queensland: The Monarchs;
- Auckland: The D4;
- Sydney: Cryogenic;
- Australia: Sean Quinn, Primal Scream, Chunky Move, The Cruel Sea, Gerling, Honeysmack, Jebediah, Josh Abrahams & Amiel Daemion, Magic Dirt, Nokturnl, Pound System, Resin Dogs;

### 2001
- Tutte le sedi: Limp Bizkit, Coldplay, Darren Emerson, Happy Mondays, Mudvayne, PJ Harvey, Placebo, Rammstein, Roni Size Reprazent, Zoo Bombs, Carl Cox, Adam Freeland, Bexta, Frenzal Rhomb, Friendly, 28 Days, Powderfinger, Pnau, Resin Dogs, Killing Heidi, Greg Churchill, ;
- Melbourne, Sydney, Perth, Auckland e Queensland: The Black Eyed Peas;
- Melbourne, Sydney, Auckland e Queensland: King Kapisi;
- Melbourne, Sydney, Adelaide e Perth: Queens of the Stone Age;
- Melbourne, Sydney e Queensland: At the Drive-In, John Butler Trio, Skulker, Coloured Stone, Digital Primate;
- Melbourne, Adelaide e Queensland: Augie March;
- Sydney, Adelaide e Perth: Sugardrive;
- Sydney, Queensland, Perth e Adelaide: Declan;
- Sydney: Cryogenic;
- Australia: Alex Lloyd, The Avalanches, Nitocris, Sunk Loto, Sonic Animation, You Am I, The Go-Betweens;

### 2002
- Tutte le sedi: The Prodigy, Garbage, New Order, The Crystal Method, NOFX, Jurassic 5, Dave Clarke, Basement Jaxx, Sam Hill, Amen, Silverchair, Regurgitator, Gerling, The White Stripes, Kosheen, Drowning Pool, Shihad;
- Melbourne e Sydney: Dern Rutlidge;
- Adelaide e Perth: The Tea Party, Tomahawk;
- Queensland e Sydney: Shutterspeed;
- Auckland: System of a Down, Rubicon, Betchadupa, Alien Ant Farm, Peaches, Audio Active;
- Australia: Grinspoon, Stephen Allkins, Something for Kate, Spiderbait, Magic Dirt, Superheist, Eskimo Joe, The Monarchs, Machine Gun Fellatio, GT, Sonic Animation, Sean Quinn;

### 2003
- Tutte le sedi: Jane's Addiction, Foo Fighters, Kraftwerk, The Music, Luke Slater, Chicks on Speed, Wilco, Gonzales, Jebediah, Murderdolls, PJ Harvey, Sparta, Cog, Machine Gun Fellatio, The Waifs, DJ Kid Kenobi, Millencolin, Waikiki, You Am I, Queens of the Stone Age, The Living End, Augie March, Deftones, Mark Dynamix, Resin Dogs, 28 Days, Shihad;
- Australia: The Vines, Frenzal Rhomb, Neil Hamburger, The Hard-Ons, Bexta, 1200 Techniques, Rocket Science;
- Nuova Zelanda: Blindspott, Concord Dawn, Pitch Black, The D4, Wash, DJ Sir Vere, 8 Foot Sativa, Panam, Tadpole, The Datsuns, Eight, King Kapisi;
- Nuova Zelanda e costa est australiana: Underworld, Xzibit;
- Costa est australiana: Darren Price;
- Sydney e Melbourne: Dry & Heavy, Pre.Shrunk, Pnau;
- Sydney, Melbourne, Adelaide e Perth: Jimmy Eat World;

### 2004
- Tutte le sedi: Metallica, The Strokes, The Dandy Warhols, The Mars Volta, The Flaming Lips, Kings of Leon, Muse, Lostprophets, Basement Jaxx, Aphex Twin, The Black Eyed Peas, Peaches, The Datsuns, Something for Kate, Gerling, MC Trey, The Darkness, Thursday, Blood Duster, Pnau, Salmonella Dub, King Kapisi, Scribe and P-Money;
- Australia: Hoodoo Gurus, Skulker, The Sleepy Jackson, Magic Dirt, Jet, 1200 Techniques, The Butterfly Effect, Blood Duster, Sonic Animation, Friendly, Downsyde, Fear Factory, Poison the Well;

### 2005
- Tutte le sedi: Beastie Boys, System of a Down, Chemical Brothers, The Music, The Streets, Slipknot, Carl Cox, Powderfinger, Grinspoon, John Butler Trio, Concord Dawn, The Donnas, The D4, Jon Spencer Blues Explosion, Regurgitator, Scribe and P-Money, Freestylers, Le Tigre, Kid 606, Deceptikonz, Atmosphere, Hatebreed, Rise Against, Poison the Well, The Red Paintings;
- Australia: Spiderbait, Hilltop Hoods, Eskimo Joe, Infusion, Butterfingers, Little Birdy, Frenzal Rhomb, Dallas Crane, Wolfmother, Decoder Ring, Bexta, Dimmer;
- Nuova Zelanda: 8 Foot Sativa, Misfits of Science, The Bleeders, Trinity Roots, 48may, Steriogram, Shihad, Pluto, Shapeshifter, DJ Sir Vere, Dei Hamo, The Checks (gruppo musicale), Deja Voodoo;
- Nuova Zelanda e costa est australiana: The Hives, Polyphonic Spree;

### 2006
- Tutte le sedi: The White Stripes, The Stooges, Franz Ferdinand, Kings of Leon, The Mars Volta, Soulwax, 2 Many DJs, Sleater-Kinney, The Magic Numbers, The Living End, Gerling, Dei Hamo, Shihad, Wolfmother, Mudvayne, The Go! Team, The Subways, End of Fashion, James Murphy, The Greenhornes, Kid Kenobi + MC Sureshock, Henry Rollins, Silent Disco;
- Australia: Magic Dirt, Cut Copy, Hilltop Hoods, Cog, Beasts of Bourbon, Sonicanimation, Faker, The Grates, The Mess Hall, Youth Group, Wolf & Cub, Vitalic, Common, EDAN, Jean Grae, Sarah Blasko, Airborne, Red Riders, The Presets, Pablo el Peligroso, DJ Ajax, DJ Bulge, DJ Jason Midro, MU, Caged Baby, Afra & the Incredible Beatbox Band, Bit by Bats, Drag, M.I.A.;
- Nuova Zelanda: Fat Freddy's Drop, Elemento P, The Bleeders, Che Fu and the Krates, Pluto, Frontline, The Brunettes, Fast Crew, Rhombus, Die!Die!Die!, The Sneaks, The Bats, Autozamm, Cobra Khan, Tyree & Juse, City Newton Bombers, Gestalt Switch, Raygunn, Anaham, The Electric Confectionaires, Gramsci, The Tutts;

### 2007
- Tutte le sedi: Tool, Muse, Jet, Violent Femmes, Eskimo Joe, The Streets, The Killers, The Vines, John Butler Trio, Kasabian, Crystal Method DJs, Scribe, My Chemical Romance, Evermore, Justice, Peaches & Herms, Trivium, John Cooper Clarke, Afra & The Incredible Beatbox Band, Little Birdy, The Presets, Spank Rock, Luciano;
- Australia: Something For Kate, You Am I, Bob Evans, The Butterfly Effect, The Sleepy Jackson, The Herd, Spazzys, The Drones, love tattoo, Mark Murphy, Snowman, Sick Puppies, Digital Primate;
- Nuova Zelanda e costa est australiana: Lily Allen, Lupe Fiasco, Diplo, Shapeshifter, Hot Chip, That 1 Guy, DJ Sir-Vere;
- Costa est australiana: Macromantics, TZU, Foreign Heights, P Money, Heavy Flint Show, Aching2Be;
- Sydney e Melbourne: Dan Kelly, Ground Components, Gersey;
- Nuova Zelanda: Blindspott, David Kilgour, Deceptikonz, The Rabble, PNC, Dimmer, Sinate, Goodnight Nurse, The Shaky Hands, The Veils, The Mint Chicks, The Tutts, Minuit, Opensouls, Jakob;